# Bolt – pes pro každý případ
Bolt – pes pro každý případ (v anglickém originále Bolt) je americký animovaný film z roku 2008 studia Walta Disneye, který režírovali Chris Williams a Byron Howard. Představuje 48. snímek z animované klasiky Walta Disneye.
Bolt je pes, který je přesvědčen, že je obdařen jedinečnými schopnostmi. Jeho úkolem je chránit svou paničku Penny před zlým doktorem Calicem – ovšem jen v hollywoodském televizním seriálu. Když se náhodou dostane z Hollywoodu do New Yorku, potká tam kočku Micku, kterou zajme jako agentku Muže se zeleným okem (Dr. Calico), aby ho zavedla k Penny. Cestou potkají křečka Bivoje, který je vášnivým fanouškem Boltova seriálu. Oba pak budou Boltovi pomáhat najít Penny.

## Obsazení
- Bolt – John Travolta
- Bivoj – Malcolm McDowell
- Penny – Miley Cyrusová
- Micka – Susie Essmanová
- Mladá Penny – Chloë Moretzová